# Chrysopa lorenzana
Chrysopa lorenzana är en insektsart som beskrevs av Navás 1913. Chrysopa lorenzana ingår i släktet Chrysopa och familjen guldögonsländor. Inga underarter finns listade i Catalogue of Life.